# Sierra de los Órganos
De Sierra de los Órganos is een kalksteengebergte in het westen van Cuba in de provincie Pinar del Río. In het gebergte ligt de vallei van Viñales.  De naam werd gegeven door de Spanjaarden die vonden dat de kalksteenpijlers in Viñales veel weg hadden van orgelpijpen, door de lokale bevolking vandaag Mogotes genoemd.